# Fooocus
『Fooocus』（フォーカス）は、日本のロックバンドAoooの1枚目のEPである。2025年4月16日にソニー・ミュージックレーベルズ内のレーベルEchoesから発売された。

## 背景とリリース
前作『Aooo』から約半年ぶりのリリースで、Aooo初のEPである。
本作は通常盤、初回生産限定盤、期間限定生産盤の3形態でのリリースとなっており、2025年8月末日までの期間限定生産盤のジャケットには、収録曲「魔法はスパイス」がエンディングテーマとなっているアニメ『ウィッチウォッチ』のキャラクター若月ニコが描かれている。
初回生産限定盤には2024年10月に東京・歌舞伎町シネシティ広場にて開催したフリーライブ「Flash!!!!」の映像が収録されたBlu-rayが付属する。
2025年3月10日には、本作から「フラジャイル・ナイト」が先行配信された。

## ミュージック・ビデオ
フラジャイル・ナイト
監督：Kiyoshiro Ishida (koe Inc.) 
2025年4月7日にYouTubeで公開された。

## 収録内容
| #         | タイトル                 | 作詞      | 作曲           | 時間  |
| --------- | ------------------------ | --------- | -------------- | ----- |
| 1.        | 「魔法はスパイス」       | すりぃ    | すりぃ         | 3:55  |
| 2.        | 「BAQN」                 | ツミキ    | ツミキ         | 3:12  |
| 3.        | 「黄昏メモリーロード」   | 石野理子  | すりぃ         | 4:19  |
| 4.        | 「フラジャイル・ナイト」 | 石野理子  | やまもとひかる | 3:08  |
| 合計時間: | 合計時間:                | 合計時間: | 合計時間:      | 14:34 |

| #   | タイトル          | 作詞 | 作曲・編曲 |
| --- | ----------------- | ---- | ---------- |
| 1.  | 「FLASH FORWARD」 |      |            |
| 2.  | 「サラダボウル」  |      |            |
| 3.  | 「青い煙」        |      |            |
| 4.  | 「イエロートイ」  |      |            |
| 5.  | 「ネオワビシイ」  |      |            |
| 6.  | 「Casablanca」    |      |            |
| 7.  | 「ネロリ」        |      |            |
| 8.  | 「水中少女」      |      |            |
| 9.  | 「リピート」      |      |            |
| 10. | 「アパシー」      |      |            |

## タイアップ
| 年     | 楽曲                 | タイアップ                                                                        |
| ------ | -------------------- | --------------------------------------------------------------------------------- |
| 2025年 | 魔法はスパイス       | MBS・TBS系アニメ『ウィッチウォッチ』エンディングテーマ                            |
| 2025年 | フラジャイル・ナイト | メ～テレ『おぎやはぎのハピキャン』6月度エンディングテーマ                         |
| 2025年 | フラジャイル・ナイト | テレビ東京系・木曜ドラマ24『量産型ルカ -プラモ部員の青き逆襲-』オープニングテーマ |